# Suzanne Torrès
Pour les articles homonymes, voir Torres.
Suzanne Torrès, née Rosambert le 9 janvier 1907 dans le 17e arrondissement de Paris, également connue en tant que Suzanne Massu, est une résistante française ambulancière au sein du Groupe Rochambeau, des Forces françaises libres, puis créatrice et directrice jusqu'à sa mort le 25 novembre 1977 à Conflans-sur-Loing dans le Loiret, de l'Association pour la formation de la jeunesse, une institution sociale à destination des enfants des rues pendant la bataille d'Alger puis des enfants de harkis.

## Biographie

### Enfance et formation
Suzanne Rosambert est née dans le 17e arrondissement de Paris le 9 janvier 1907, de Willy Rosambert et Madeleine Sinauer. C'est une étudiante engagée à gauche, qui dirige ensuite une galerie d'art d'avant-garde. En 1930, elle épouse en secondes noces l'avocat et homme politique socialiste Henry Torrès.

### Engagement dans les Forces françaises libres
Dès le début de la Seconde Guerre mondiale, Suzanne Torrès s'engage dans les Sections sanitaires automobiles de la Croix-Rouge, accréditées par le haut commandement de l'armée française, où elle fait la liaison entre les unités et le commandement. Lors de la Débâcle, elle suit le gouvernement à Bordeaux, puis est évacuée avec la Croix-Rouge vers l'Afrique du Nord. À la suite de la capitulation et de l'avènement du régime de Vichy, elle s'exile à l'automne 1940 vers l'Espagne neutre, puis vers le Brésil, et enfin vers New York début 1942.
En 1943, elle est recrutée par une riche Américaine, Florence Conrad, pour la seconder dans le commandement d'une unité de dix-neuf ambulances qu'elle a rassemblées, nommée le Groupe Rochambeau, lequel est rapidement (mais non sans réticence de la part du général Leclerc) intégré à la 2e DB des Forces françaises libres.
Suzanne Torrès devient de façon informelle successivement lieutenant puis capitaine, puisque ni l'armée française régulière ni les FFL ne prévoient de grades pour les femmes. Elle est rémunérée comme officier 1re classe et appelée Madame Torrès, ou surnommée « Toto » par les membres de son unité.
Elle participe à la formation des recrues en Amérique (une douzaine) puis au Maroc (vingt-cinq de plus dont Rosette Peschaud), et débarque enfin à Utah Beach le 31 juillet 1944. Les Rochambelles, comme les surnomment les soldats, évacuent les blessés sous les balles de la première ligne vers un poste de traitement à l'arrière, et participent à la Libération de Paris en août.
Florence Conrad, âgée alors de 59 ans, reste à Paris et confie alors à Suzanne Torrès le commandement de l'unité, qui participera à la libération de Strasbourg et à la prise de Berchtesgaden avec la division Leclerc.

### Guerre d'Indochine
Après la Libération, et comme plusieurs autres ambulancières du Groupe Rochambeau, Suzanne Torrès reste au côté du général Leclerc et devient commandante des Forces féminines du Corps expéditionnaire pendant la guerre d'Indochine.
C'est là qu'elle rencontre le général Massu en 1947, qu'elle épouse en 1948 de retour en France après avoir divorcé d'Henri Torrès. Suzanne Massu suit ensuite son époux en Algérie en 1957.

### Association pour la formation de la jeunesse (AFJ)
En 1957, la guerre d'Algérie fait rage et la bataille d'Alger commence, sous le commandement du général Massu. C'est dans ce contexte que Suzanne Massu fonde en avril l'Association pour la formation de la jeunesse (AFJ), avec des fonds reçus sous forme de valises de liquide par son mari.
D'après ses statuts, l'association « a pour but général l’aide, la protection, la sauvegarde, l’éducation professionnelle et morale de la jeunesse », et ouvre le 6 juin 1957 un centre de jeunesse à Bab El Oued, qui prend en charge les enfants des rues musulmans ou yaouleds, dans une démarche à la fois humaniste et compatible avec la « doctrine de la guerre révolutionnaire » à laquelle souscrivait le général Massu.
En lieu et place des centres sociaux instaurés par Germaine Tillion, l'objectif est de transformer ces jeunes marginaux en « Français comme les autres » : les éducateurs viennent du secteur social proche des JOC et l'encadrement vient de l'armée. Selon le directeur pédagogique du centre et médecin militaire Guy-Marc Sangline :
« Madame Massu se dépensait sans compter. Elle ne manquait ni de volonté, ni de dynamisme, ni de goût. Elle savait se faire si pressante, si persuasive ; elle était si enthousiaste que personne n’eût songé, n’eût été à même de lui résister ou de la contrarier. Elle obtenait ce qu’elle voulait, veillait au moindre détail technique, savait s’entourer de conseils et choisissait elle-même les dessus-de-lit. Madame Massu, c’était le Centre de jeunesse et le centre, c’était Madame Massu. Jamais ces deux noms ne pourront être dissociés ».
De 1957 à 1962, plus de 800 enfants sont accueillis dans différents centres de l'AFJ, pour environ 6 000 à 7 000 yaouleds. Après le cessez-le-feu du 19 mars 1962, plus d'une centaine d'enfants des centres d'Algérie sont remis à leurs familles, et les 66 restants sont envoyés en métropole auprès des 35 qui y étaient déjà en colonie à Moumour, dans les Pyrénées. La pression s'accentue sur les enfants pour qu'ils s'assimilent à la société française, et l'association commence à prendre en charge les enfants de familles harkis alors stationnées dans des camps, puis des enfants placés par la DDASS ou sur décision de justice. L'encadrement se professionnalise, mais Suzanne Massu continue à suivre l'institution de près et se félicite des réussites (diplôme, emploi, mariage voire baptême) de ses pensionnaires jusqu'au soir de sa vie.
Après sa mort, c'est son mari qui reprend le flambeau, jusque dans les années 1990.

## Vie de famille
Suzanne Rosambert de son nom de jeune fille a été mariée trois fois :
1. Avec Jacques Bernheim-Darnetal, de qui elle eut en 1927 un fils prénommé Patrice, qu'elle perd 4 ans plus tard.
2. Puis avec l'avocat et homme politique socialiste Henry Torrès.
3. Et enfin avec le général Jacques Massu, de qui elle a une fille prénommée Véronique, décédée du vivant de son époux[2].

Sans doute en écho à ces drames familiaux, et en cohérence avec l'action de Suzanne dans l'AFJ, les époux Massu ont également recueilli en Algérie puis adopté officiellement en métropole deux enfants, Malika, une adolescente arabe de 15 ans qui a fait une proclamation de foi pour l’Algérie française en mai 1958 et qui se trouve pour cela en danger, et Rodolphe, un petit garçon kabyle de six ans recueilli en 1958 par un appelé qui, lorsqu’il termine son service en 1959, le confie à l’AFJ. Pour Jacques Massu, ces adoptions sont « un exemple de l’intégration telle que nous la concevions et pour laquelle nous combattions ».
Suzanne Massu meurt à 70 ans, le 25 novembre 1977, des suites d'une maladie. Elle est inhumée dans le cimetière de Conflans-sur-Loing, dans le Loiret, au côté de Jacques Massu.

## Distinctions
- Croix de guerre 1939-1945[2] ;
- Médaille de la Résistance française (décret du 31 mars 1947)[7].

## Œuvres
- Suzanne Massu, Quand j'étais Rochambelle, B. Grasset, 1969
- Suzanne Massu, Un Commandant pas comme les autres, Fayard, 1971